# Kirtorf
Kirtorf (en allemand : /ˈkɪʁˌtɔʁf/ ? Écouter [Fiche]) est une municipalité allemande située dans le land de la Hesse et l'arrondissement de Vogelsberg.